# Teresa Portugalska (hrabina Flandrii)
Infantka Teresa (ur. 1157 – zm. 1218 w Veurne, Flandria) – trzecia córka króla Portugalii, Alfonsa I i Mafaldy Sabaudzkiej.
Około 1183 roku, poślubiła Filipa Alzackiego, hrabiego Flandrii i Vermandois. Z powodu ogłaszania jej imienia, zostało ono zmienione na Matylda (Matilde, Matilda lub Mahaut),
Ceremonia zaślubin odbyła się w katedrze w Tournai, po śmierci pierwszej żony Filipa, Elżbiety z Vermandois, z którą nie miał potomstwa, dlatego hrabia potrzebował spadkobiercy, aby jego kraj nie dostał się we władanie Francji. Dzięki temu mariażowi i sojuszowi z Flandrią, nowo powstała Portugalia stała się rozpoznawalna w Europie. Wraz z Teresą, do Flandrii przybyło wielu portugalskich osadników, głównie kupców. Dzięki posagowi Infantki, Filip mógł rozpocząć wojnę z Francją, zakończoną w 1186 roku.
Teresa mieszkała w jednym z najbardziej luksusowym królewskim dworze w ówczesnej Europie, w którym to tworzył, objęty mecenatem Filipa, poeta Chrétien de Troyes – autor romansów rycerskich.
Jednak, podobnie jak Elżbieta, Teresa ne dała Filipowi potomka i po jego śmierci, w sierpniu 1191 roku, tron flandryjski objęła jego siostra Małgorzata, z mężem Baldwinem. Zaś Teresa ponownie wyszła za mąż, w 1193 roku, za Eudesa III, księcia Burgundii. W tym czasie, pośredniczyła, wraz z królem Francji, w zawarciu małżeństwa między Joanną, hrabiną Flandrii a bratankiem Teresy, Ferdynandem. W drugim małżeństwie, Teresa również nie doczekała się dzieci, co stało się powodem rozwodu między nią a Eudesem, gdyż ten chciał się ożenić z Alicją de Vergy.
Przez portugalskiego historyka, została opisana, jako: „kobieta pełna dumy i energii, jak jej babcia, Teresa z Leonu”.